# Нощният ловец
„Нощният ловец“ (на английски: Darkly Dreaming Dexter) е криминален трилър роман, написан през 2004 от американския писател Джеф Линдзи. Романът служи като основа за сценарий на телевизионния сериал „Декстър“.

## Сюжет
Внимание:  Текстът по-долу разкрива сюжета на произведението (или части от него)!
Главният герой Декстър Морган е млад мъж, който работи в лаборатория по кръвен анализ към полицейското управление в Маями. В свободното си време Декстър е сериен убиец; той убива само хора, които смята, че заслужават да умрат.
Като дете Декстър става свидетел на убийството на майка му от мъж с резачка. От шока Декстър става социопат, неспособен на емпатия и угризения на съвестта. Приемният баща на Декстър, Хари Морган, успява да види истинското лице на Декстър. Още тогава той узнава, че един ден Декстър ще трябва да извърши убийство, за да задоволи жестокостта си. Хари започва да учи Декстър да контролира необходимостта да убива и да убива само онези, които „заслужават“ да бъдат убити. Също така Хари учи Декстър как да се слее със света около него, как да прикрие истинската ли същност зад нормална фасада.
В продължение на години Декстър води двойствен живот, но се оказва неподготвен, когато сериен убиец, с почерк, сходен на неговия, започва да тероризира Маями. Месец по-късно убиецът получава прякора „Убиецът с хладилния камион“ и извършва поредица ужасяващи престъпления. Докато вилнее из града, той започва да изпраща послания до Декстър.